# T-mobilitat
T-mobilitat es el proyecto de nuevo sistema de ticketing, tecnológico y tarifario de transporte público integrado promovido por la Generalidad de Catalunya, inicialmente en la provincia de Barcelona, que tiene el objetivo de convertirse en un instrumento capital de la gestión de la movilidad y el transporte público de Catalunya, con la voluntad de integrar todos los modos de transporte en un único soporte inteligente. Este nuevo sistema pretende favorecer la utilización del transporte público con descuentos por uso, adaptando el precio del transporte público a la movilidad real de cada ciudadano en función del kilometraje de los recorridos, la intensidad de uso, renta y eventos puntuales como contaminación atmosférica, permitiendo al usuario decidir el sistema de pago de su transporte, ya sea prepago, domiciliación bancaria del recibo, recarga por Internet, etc. El sistema ha sustituido casi en su totalidad las antiguas tarjetas de prepago (de cartón magnéticas en Barcelona y sin contacto en el resto) con tarjetas sin contacto de cartón y de plástico PVC, recargables, así como con teléfonos móviles. También será posible validar con tarjetas bancarias equipadas con NFC. Estaba previsto que se iniciara la fase de pruebas durante el año 2015 para entrar en servicio en el 2016. Más tarde se cambió el calendario a finales de 2018 para el área metropolitana de Barcelona y a finales de 2019 para toda Cataluña. Posteriormente la fecha de inicio de pruebas se postergó de nuevo a octubre o noviembre de 2018, manteniendo las fechas de implantación global. Las pruebas se llevaron a cabo a lo largo de 2021, y a final de ese mismo año se pusieron en servicio los principales abonos recurrentes. Desde entonces, el nuevo sistema de tarjetas se fue extendiendo a toda el área de Barcelona y actualmente es el modelo de uso más común entre la ciudadanía, mientras que el uso del antiguo sistema magnético ha ido cayendo en desuso. La web oficial del sistema contiene toda la información sobre su estado de despliegue actual.

## Precedentes

Los cuatro sistemas tarifarios previos a T-mobilitat empleando el mismo código de colores. El único con coronas concéntricas es el de Barcelona, Lérida dispone de sólo dos zonas y Gerona y Tarragona tienen las zonas rodeando la central, unas adyacentes a otras, de tal manera que el radio no es superior a 2 y 3 (diámetros 3 y 4), respectivamente. Barcelona solapa con Tarragona los municipios de Vendrell, Cunit y Cubellas. También solapa con Gerona el municipio de Massanet de la Selva.

Desde el 1 de enero de 2001 el transporte público del Área Metropolitana de Barcelona se vio afectado cuando se inició la integración de todo el sistema de facturación en un único tipo de billete. Antes de la integración el metro de Barcelona, cercanías y ferrocarriles tenían sistemas tarifarios separados e independientes, y no se podía reaprovechar el billete si se hacía un transbordo entre tipos de transporte. Esta integración supuso una verdadera revolución en la concepción misma del transporte público en Cataluña. El sistema de tarificación se estableció mediante un mapa de coronas concéntricas. Más tarde este sistema fue implantando en otras áreas metropolitanas de Cataluña. A lo largo del 2008, la Autoridad Territorial de la Movilidad del Área de Lérida, la Autoridad Territorial de la Movilidad del Campo de Tarragona, y la Autoridad Territorial de la Movilidad del Área de Gerona integraron sus modos de transporte en sendos sistemas tarifarios integrados. Las fechas de inicio de la integración fueron el 31 de marzo de 2008 en Lérida el 1 de octubre de 2008 en Tarragona, y el 12 de junio de 2008 en Gerona, Estas provincias ya emplean un sistema de tarjeta sin contacto y su sistema de zonificación no está basado en coronas concéntricas, adaptándose a las circunstancias geográficas y flujo de pasajeros de cada provincia. En el 2015 la Autoridad del Transporte Metropolitano de Barcelona amplió la cobertura a las comarcas de Bergadá, Osona y Ripollés. Lérida realizó sendas ampliaciones en los años 2009 y 2010 a las comarcas de Las Garrigas, Noguera, Plana de Urgell, Urgel y Segarra. En octubre de 2013 el Consejo Ejecutivo del Gobierno de Cataluña aprobó el inicio del diálogo competitivo de la T-mobilitat, paso previo a la licitación de un nuevo instrumento tecnológico que permitirá al ciudadano disponer de una única tarjeta para todos sus desplazamientos. El objetivo es transformar los 132 abonos existentes en el 2017 (14 títulos para seis zonas de transporte en Barcelona, 6 títulos para tres zonas en Tarragona, 6 títulos para dos zonas en Lérida y 6 títulos para 3 zonas en Gerona) en un nuevo sistema con un único soporte necesario y título (T-mobilitat) válidos para toda Cataluña. El proyecto se basa en la tarjeta Oyster, ya existente en la ciudad de Londres, que en el 2014 también se encontraba en periodo de adaptación a las nuevas tecnologías de tipo sin contacto.

## Concurso público
La propuesta de implantación de este proyecto T-mobilitat se lleva a cabo con la participación del sector privado a través de un concurso público internacional con diálogo competitivo. El objeto básico de la contratación se estructura en dos partes:
- La adquisición e instalación de todo el hardware y software en todas las empresas que conforman el sistema tarifario integrado del área de Barcelona: 74 empresas de transporte (TMB, FGC, Rodalies de Cataluña, Tram, TUSGSAL, BaixBus, Sagalés, Sarbús, TUS, TMESA, etc.), 326 estaciones ferroviarias, 2.573 autobuses, 7.846 validadores y 1.338 máquinas de venta de tarjetas de transporte.
- El establecimiento de un sistema de información pensando en el ciudadano con la creación de dos nuevos centros de trabajo: el Centro de Atención al Cliente, que prestará servicio las 24 h los 365 días del año, dando información, gestionando incidencias como la pérdida de tarjeta o el pospago; y el Centro de Gestión de la Información del Transporte, que de una manera global informará en tiempo real del funcionamiento de la oferta de transporte público integrada en todo el territorio catalán.[5]

El importe de la inversión inicial es de sesenta millones de euros. El coste económico del proyecto será absorbido por el sistema a través del aumento de ingresos que generará el incremento de la demanda, la reducción del fraude y la publicidad, y por la reducción de los costes intrínseca al nuevo sistema. Se prevé pues que la contratación de la T-mobilitat no incurrirá ningún gasto presupuestario ni tampoco supondrá un incremento de las tarifas para el usuario del transporte.
El calendario previsto de implantación de la T-mobilitat era a partir del 2013 con la publicación de la licitación en los boletines oficiales. El primer paso es una primera criba -entre todos los interesados en la licitación- de las empresas con más capacidad para poder optar al concurso, de acuerdo con unos requisitos mínimos de solvencia técnica, económica y financiera, con los cuales se realizará un diálogo competitivo. Finalmente, se diseñarán los pliegos técnicos definitivos invitándoles a presentar su oferta. La previsión de adjudicación del contrato fue a finales del primer semestre del año 2014. A partir de aquel momento se deberían de haber iniciado las tareas de sustitución de hardware y software para disponer de la primera tarjeta T-mobilitat durante el año 2015. Tras la última revisión del contrato por el cual se establecía la propiedad de los datos de los usuarios, que queda en manos de la ATM y AMB, los plazos de implantación son:
- Prueba piloto en la L9 del metro de Barcelona durante el otoño de 2017.
- Implantación del sistema T-mobilitat en el área metropolitana de Barcelona durante la segunda mitad de 2018. Durante esta fase el sistema tarifario será equivalente al actual.
- Implantación del sistema T-mobilitat en el resto de Cataluña durante la segunda mitad de 2019. Durante esta fase se implantará el nuevo título único T-mobilitat, desapareciendo los actuales títulos integrados de Barcelona, Gerona, Tarragona y Lérida.

Este retraso tiene un sobrecoste de 12 millones de euros. El contrato actual tiene una duración de 15 años a contar desde el día 25 de octubre de 2016, tal y como aparece en el documento publicado.
Debido al último aplazamiento de las pruebas del sistema en la L9 durante el otoño de 2017, las pruebas se realizarán en octubre o noviembre de 2018, dejando escaso margen para la implantación definitiva.

## Candidaturas
Diversos consorcios o grupos empresariales se mostraron interesados por el proyecto. Inicialmente mostraron su interés:
- Un grupo formado por IBM y Telvent.
- Consorcio formado por Ricoh y Mastercard.
- Consorcio formado por CaixaBank, Fujitsu, Indra y Moventia (Sarbus).
- Opencat: Consorcio formado por 10 operadores de transporte de viajeros (Alsa, Canals, Sagalés, Teisa, TUSGSAL...) con el soporte tecnológico de IECISA, (Informática El Corte Inglés), Etra y Xerox.

Después de una muestra de interés por parte de estos cuatro grupos empresariales, solo dos de las empresas se presentaron al concurso público, una formada por CaixaBank y otra formada por el Corte Inglés. El periodo de presentación de candidaturas se acabó el 22 de julio de 2014, y el pliego de condiciones se había decidido mediante el sistema de diàleg competitiu. En agosto de 2014 se hizo público que la única candidatura firme era la del grupo formado por CaixaBank, Fujitstu, Indra et al. La Generalidad sopesó un contrato por un periodo de entre 13 y 15 años por un precio de unos 60 millones de euros. El contrato finalmente aprobado establece un periodo de explotación de 15 años empezando desde octubre de 2016 con un coste total de 72 millones de euros (60 millones iniciales más 12 millones por retrasos).

## Sistema de pago
Se abandonará el sistema prepago por el cual se obtienen las tarjetas con banda magnética. El nuevo sistema de pago empleará tarjetas de cartón o PVC recargables. Serán tarjetas sin contacto. Para la recarga se podrán utilizar las máquinas de venta automática, una aplicación móvil disponible para teléfonos inteligentes, una aplicación web y la domiciliación bancaria.

## Sistema tarifario
El sistema tarifario actual divide las áreas metropolitanas en zonas. Para viajar dentro de una única zona se paga un precio único por el uso de los transportes integrados (autobús urbano e interurbano, cercanías, metro, tranvía, etc.). Si se quiere poder hacer viajes que atraviesen más de una zona, hay que adquirir un título que permita viajar por el número de zonas necesario, hasta un máximo de seis zonas distintas en un mismo viaje. Las zonas se pueden repetir, es decir, el mismo viaje puede mantenerse en la misma zona o pasar de una zona a otra y volver a pasar sobre las mismas zonas, sin necesidad de emplear otro viaje siempre que se tome un transporte distinto (transbordo) o no se pase el billete por las máquinas de cancelación, por ejemplo al cambiar de sentido en una estación de tren o metro. Salir y volver a coger el mismo transporte pero con distinta línea se considera transbordo. Por tanto se podría realizar un recorrido circular sin necesidad de gastar viajes adicionales siempre que entre dentro del tiempo permitido para transbordos.
Al proponer un nuevo sistema tarifario, la Generalidad publicó un segundo concurso público licitado por 423.500 euros que diseña el mejor sistema tarifario para la T-mobilitat, con la premisa de funcionar para toda Cataluña. El secretario de infraestructuras y movilidad de la Generalidad, comentó que en palabras del director general de Transporte y Movilidad Ricard Font «Hemos encargado este estudio para tener claro los efectos económicos para los usuarios y las administraciones que vivirán los cambios, y decidiremos cuál es el que conviene más».
Entre las principales propuestas estuvieron las de mantener el sistema de zonas actual o cobrar por kilómetro, como ya se hace en los Países Bajos. Finalmente se ha optado por cobrar por kilómetro e intensidad de uso. El nuevo sistema tarifario se aplicará a partir de la segunda fase de despliegue del título T-mobilitat.

## Modos de transporte
Los modos de transporte serán los que ya hay integrados actualmente con el añadido de sistemas de alquiler de bicicletas como el Bicing de Barcelona:
- Autobuses urbanos e interurbanos
- Trenes de cercanías (Rodalies, FGC)
- Red de metro
- Tranvía
- Bicicleta

Esta integración será en el ámbito de toda Cataluña con los transportes disponibles de los anteriormente mencionados. Por ejemplo, únicamente Barcelona ciudad y alrededores dispone de tranvía (Tram) y metro, pero un ciudadano de Lérida puede desplazarse hasta Barcelona y usarlos para moverse dentro del área de Barcelona.

## Datos de los usuarios
El T-mobilitat, al estar totalmente informatizado permite modificaciones en tiempo real del sistema de contabilidad y trazado de los usuarios. Esto permite realizar bonificaciones puntuales del uso del transporte, por ejemplo en días de alta contaminación atmosférica. O realizar descuentos en función de la renta del ciudadano. Con la renegociación realizada para aumentar el peso público los datos generados quedarán en manos exclusivas de la administración pública. Esta información ayudará a planificar mejor el recorrido de las líneas y frecuencia del transporte. Los usuarios del servicio de transporte público pueden moverse de manera anónima sin necesidad de estar dados de alta en el sistema, aunque se pierden ciertas ventajas: posibilidad de recuperación en caso de pérdida del soporte, posibilidad de uso del soporte de PVC, el acceso a títulos personales y bonificados o la domiciliación bancaria. Más información en la sección de tipos de usuario.

## Funcionamiento y títulos de transporte[3]
Las tarjetas sin contacto son ahora un producto en sí mismo. Cada tarjeta tiene un coste asociado, como también lo tiene la tarjeta SIM de un teléfono móvil. Habrá dos tipos de soporte para la tarjeta: de cartón y de PVC. Las tarjetas expedidas por las distintas entidades de transporte no son el único soporte. También son soportes el teléfono móvil inteligente del usuario y su tarjeta bancaria. Los soportes se pueden recargar después vía portal web, móvil o en máquinas de venta automática y ventanillas de atención al cliente.
La implantación inicial se realiza en dos fases. La primera fase consiste en sustituir la tecnología actual de banda magnética por la tecnología de tarjeta sin contacto manteniendo la gama de títulos actuales de Barcelona. La segunda fase consiste en extender la tarjeta sin contacto e implementar un nuevo modelo tarifario para toda Cataluña como el ya mencionado por kilometraje e intensidad de uso. Renfe por su parte está desarrollando títulos propios que no se integran con el T-mobilitat, salvo el título sencillo.
El modelo de funcionamiento inicial ha de permitir una transición al nuevo modelo tarifario de fases posteriores, condicionando por tanto algunos elementos como los títulos o canales de venta y consulta.

### Títulos
Durante la primera fase de implantación se mantendrán los títulos ya existentes a día de hoy. En la segunda fase se pasará a un único título con cobro por kilometraje, intensidad de uso, renta, eventos puntuales y otras bonificaciones sociales. Los títulos listados en la siguiente subsección se corresponden con los que se usarán durante la primera fase.
La capacidad de tener múltiples títulos en los soportes físicos del sistema (tarjetas de cartón, plástico, teléfonos inteligentes) permite la convivencia del futuro único título T-mobilitat con otros títulos de otros sistemas como los propios de cada una de las entidades de transporte público, incluido AVE, taxis, bicicletas de alquiler o aparcamiento de zona azul.

#### Tabla de títulos integrados
Hay títulos multipersonales, unipersonales y personales. Los multipersonales pueden ser usados por más de una persona en un trayecto. Los unipersonales solo sirven para una persona. Los personales solo sirven para una persona identificada. Los bonificados socialmente son para casos como familias numerosas o parados. Cualquier título personal o bonificado requiere de un soporte físico de PVC. Los títulos en fase inicial de implantación son los ya existentes en el área metropolitana de Barcelona.
| Perfil de usuario       | Tipo de uso   | Gama de títulos             | Tarificación        |
| ----------------------- | ------------- | --------------------------- | ------------------- |
| Sin bonificación social | Personal      | T-Usual                     | Multiviaje          |
| Sin bonificación social | Multipersonal | T-70/30                     | Multiviaje temporal |
| Sin bonificación social | Multipersonal | T-2 Comerç (T-2 Comercio)   | Multiviaje temporal |
| Sin bonificación social | Unipersonal   | T-Dia                       | Temporal            |
| Sin bonificación social | Personal      | T-Esdeveniment (T-Evento)   | Temporal            |
| Sin bonificación social | Personal      | T-Casual                    | Temporal            |
| Sin bonificación social | Personal      | T-Trimestre                 | Temporal            |
| Con bonificación social | Multipersonal | T-FM/FN Gen./Esp.           | Multivaje temporal  |
| Con bonificación social | Personal      | T-16                        | Temporal            |
| Con bonificación social | Personal      | T-Jove                      | Temporal            |
| Con bonificación social | Personal      | T-Jove FM/FN gen./esp.      | Temporal            |
| Con bonificación social | Personal      | T-Mes FM/FN gen./esp.       | Temporal            |
| Con bonificación social | Personal      | T-Trimestre FM/FN gen./esp. | Temporal            |
| Con bonificación social | Personal      | T-Trimestre para parados    | Temporal            |
| Con bonificación social | Personal      | T-Empleat (T-Empleado)      | Temporal            |
| Especial                | Personal      | T-Aeroport (T-Aeropuerto)   | Multiviaje          |

De manera adicional, cada entidad (AMB, TMB, FGC y RENFE) ofrece títulos propios para el uso de sus servicios.
También se ha creado un billete de incidencia en caso de soporte físico defectuoso y no haya posibilidad de emitir un soporte de cambio al estar en un autobús o ferrocarril sin acceso a máquina de venta automática.

### Tipos de usuario
Los usuarios pueden ser anónimos o clientes identificados. Todos ellos están codificados en la base de datos de la ATM. En el caso anónimo la codificación consistirá en un número identificativo del soporte. En el caso de los clientes identificados, el identificador del soporte tendrá asociado un titular formado por su nombre, apellidos y DNI.
Los usuarios anónimos pueden convertirse en clientes identificados al registrarse en el sistema mediante las vías de gestión de títulos de usuario: portal web, aplicación móvil, máquina de venta automática. Los usuarios dados de alta como clientes del sistema pueden adquirir títulos personales o recuperar los títulos en caso de pérdida.
Los clientes registrados se clasificarán en uno de los dos perfiles disponibles: personal o profesional. Ambos pueden coexistir en un mismo soporte. El perfil profesional está dedicado a los trabajadores de una empresa del sistema de transportes, trabajadores del aeropuerto, estudiantes de la UAB o similar que use los FGC, trabajador de la UAB o alumno de una escuela de educación especial. A los usuarios con un perfil asociado como resultado de darse de alta como cliente del sistema se les puede ofrecer servicios y productos adicionales en función de su perfil.
Los datos de identificación de los usuarios dados de alta como clientes del sistema quedan en manos de la base de datos de la ATM. El resto de datos son guardados en las bases de datos de los distintos operadores y son reenviados a la ATM y la AMB en el caso de los operadores bajo su titularidad.

### Soporte físico
Las entidades de transporte emiten tres tipos de soporte: soporte en formato de bobina de cartón, soporte en formato de cartón precortado o soporte en formato de plástico de PVC. Los títulos perdidos o robados son recuperables. Para ello es necesario estar dado de alta como cliente en el sistema de transporte. Solo son recuperables aquellos soportes asociados a la cuenta del cliente. El soporte de PVC queda asociado automáticamente al ser un soporte de uso personal. El registro de los soportes de cartón a nombre del cliente es voluntario.
Los usos de los soportes no están limitados en el tiempo. Mientras funcionen son válidos. Los cambios por mal funcionamiento se podrán hacer gratuitamente dentro del periodo de garantía establecido por el fabricante del soporte. El periodo de garantía comienza en el momento de la primera validación.
El coste de los soportes no es reembolsable. La pérdida del soporte implica la pérdida del coste del mismo pero no del coste de los títulos asociados al mismo, que es recuperable, como ya se ha mencionado.

#### Soportes de cartón
El soporte de cartón estará en formato de bobina o precortado y llevará un chip de prestaciones limitadas para no encarecer su precio total. Solo se puede recargar el tipo de título con el que se expidió. Es válido para títulos unipersonales y multipersonales no bonificados. Permite tener múltiples instancias del tipo de título escogido. El tipo de título escogido queda impreso en el cartón.
Para realizar un uso anónimo del sistema público de transporte se debe usar el soporte de cartón. El uso anónimo por tanto queda limitado a títulos no personales y sin bonificación.
El soporte de cartón, ya sea bobina o precortado, tendrá un periodo de garantía conforme a lo especificado por el fabricante. El soporte de cartón tiene una vida útil estimada superior a un año. Durante el tiempo de garantía que se establezca se podrá cambiar el soporte sin coste añadido. El soporte se podrá usar mientras funcione; no tiene fecha de caducidad.
En caso de pérdida se pueden recuperar los títulos asociados al soporte. Para ello hay que estar dado de alta como cliente del sistema y tener registrado el soporte de cartón a nombre del cliente.

#### Soportes de plástico PVC
Los soportes de PVC irán siempre personalizados con el nombre del titular. Una persona solo puede tener una tarjeta de PVC. Los títulos personales o con bonificación de uso intensivo solo se podrán expedir en PVC. El resto de títulos se pueden recargar tanto en la tarjeta de cartón como en la de PVC. Cada una de las entidades del sistema (ATM, TMB, AMB, FGC y RENFE) dispondrá de sus soportes propios diferenciados del sistema tarifario integrado.
- Soportes de la ATM: permiten recargar todos los títulos integrados y el billete sencillo de todas las entidades, incluida RENFE. Esto ya es así a día de hoy.
- Soportes de la AMB: permiten recargar los títulos sociales de la AMB y la T-Pensionista.
- Soportes de la TMB: solo permiten recargar títulos propios de TMB.
- Soportes de FGC: permiten recargar los propios y la T-4.

El soporte de PVC permite recargar dos tipos de título distintos y múltiples instancias de cada uno de ellos. Por ejemplo, podemos tener los tipos T-10 y T-Jove. Y de cada uno de ellos podemos tener un número indeterminado, por ejemplo cinco T-10 y dos T-Jove. Se puede cargar cualquier tipo de título siempre que el usuario tenga derecho a él (el T-Jove o el T-Pensionista no son universales). Cada usuario puede tener únicamente un soporte de PVC. Es configurable, puede funcionar en modo monotítulo o multitítulo.
- En monotítulo se asemeja a los billetes actuales de cartón con banda magnética: se carga un tipo de título y se va recargando el soporte de PVC.
- En modo multitítulo se pueden cargar dos tipos de billete y el usuario puede cambiar el tipo de título a usar a la hora de validar mediante NFC, máquinas de venta automática, la aplicación móvil o el portal web.

Los usuarios se tienen que dar de alta en el sistema para poder acceder a los títulos personales y los bonificados. Para ello tendrán que ceder sus datos.
Aunque la tarjeta esté asociada a un cliente determinado del sistema, los títulos asociados a la tarjeta pueden ser usados por otras personas si el título lo permite. Por ejemplo, los títulos multipersonales T-10 o T-50/30.
Las tarjetas de PVC tienen una duración superior a los 5 años. Durante el tiempo de garantía que se establezca se podrá cambiar el soporte sin coste añadido.
En caso de pérdida se pueden recuperar los títulos asociados al soporte.

#### Teléfono inteligente Adicionalmente, también se puede usar como soporte un teléfono móvil con NFC
- El teléfono móvil permite cargar múltiples tipos de título de transporte distintos y múltiples instancias por cada tipo. Si se tienen varios tipos registrados, el usuario tendrá que escoger siempre qué tipo de título usar a la hora de validar. Si se usa el teléfono como soporte además de para recargar tarjetas de cartón, será de tipo personal (sin anonimato), lo que requiere estar dado de alta en el sistema.

## Gestión del sistema T-mobilitat
La implantación y dirección del proyecto T-mobilitat recae en el Consorcio de la ATM, formado por el Ayuntamiento de Barcelona, la AMB y la Generalidad de Cataluña. Los operadores públicos (Consorcio de la ATM) tienen responsabilidades en la implantación, mantenimiento, operación de los sistemas tecnológicos, gestión de los sistemas de información (bases de datos) y en los de atención e información al ciudadano y al cliente del transporte público así como velar por el cumplimiento del contrato del sistema T-mobilitat, esto es, de la colaboración entre los operadores públicos y el consorcio privado SOCMOBILITAT formado por CaixaBank, Indra, Fujitsu y Moventia.
SOCMOBILITAT puede modificar y adaptar los sistemas para permitir la adición de nuevos servicios de movilidad. También puede exportar la tecnología y el modelo implantado.

### Centro de atención al cliente
Su dirección será totalmente pública bajo tutela de la ATM. Será compartida con la AMB en el ámbito de los 36 municipios detallados en el anexo 3 del contrato. SOCMOBILITAT se limita a suministrar el equipamiento hardware y software necesario para la operación del centro así como de su mantenimiento. También suministrará las herramientas y mantenimiento necesario para las actuales oficinas de atención al cliente.
El CAC Cataluña se encargará de la atención de todos los títulos integrados. El CAC Metropolitano se encargará de la atención de los títulos integrados en el ámbito del Área Metropolitana de Barcelona (AMB). El personal de call center será aportado por SOCMOBILITAT y dirigido por la parte pública. El back office y atención digital será operada por la parte pública correspondiente, tal y como se describe en el anexo 3.
Los CACs darán los siguientes servicios al ciudadano:
- Facilitar información general de la T-mobilitat.
- Facilitar información detallada de la cuenta del cliente.
- Realizar gestiones diversas: activación de tarjetas, personalización, definición de perfiles, gestión de pospago, altas y bajas, facturación, etc.
- Resolver incidencias: pérdida o robo de tarjetas, listas negras (bloqueo de tarjetas), uso indebido, problemas de funcionamiento, etc.
- Emitir tarjetas, venta y recarga.
- Atender quejas y sugerencias con el uso y gestión de la T-mobilitat.

### Centro de gestión de la información del transporte
El CGIT Cataluña contará con una dirección totalmente pública, en manos de la ATM. Esta dirección se comparte con la AMB en el ámbito de los 36 municipios detallados en el anexo 3 del contrato, en el cual seguirá operando el CGIT Metropolitano de AMB Informació i Serveis, S.A.
SOCMOBILITAT se encargará de suministrar el equipamiento necesario de hardware y software y su mantenimiento.
El personal de operación del CGIT Cataluña será aportado por SOCMOBILITAT y será dirigido por la parte pública, a excepción de las redes sociales que también será gestionada por la parte pública. La parte pública también llevará el back office, los servicios de gestión y administración de los datos, la información y asesoramiento a terceros, la calidad y mejora continua, quejas y reclamaciones y la coordinación y soporte en la gestión de crisis, entre otros.
Los CGIT sirven como punto de unión de los distintos actores implicados:
- Operadores de transporte público: FGC, TMB, Rodalies Cataluña, TRAM y todas las empresas de autobuses que tengan SAE u otros sistemas de información.
- Cámaras de tránsito.
- Información ligada a administraciones locales, Cetramsa, Transmet, Mou-te y cualquier otro agente implicado en la movilidad que se cree en el futuro, sin que el número de agentes pueda ser superior a quince incluyendo el jefe de equipo

Las funciones básicas de los CGIT consisten en:
- Informar al ciudadano de la oferta total de transporte integrado en tiempo real para poder planificar el viaje.
- Informar en tiempo real del sistema de transporte integrado.
- Informar a través de los sistemas habilitados de las incidencias y las alternativas de transporte recomendadas.
- Disponer de una base de datos, de uso exclusivo de las administraciones (a través de la ATM) y la Sociedad contratista, de toda la oferta de transporte público que permitirá mejorar la planificación de los servicios.

### Títulos de transporte
SOCMOBILITAT se encargará de proporcionar las herramientas necesarias para gestionar los títulos de transporte. SOCMOBILITAT queda excluida de la gestión, comercialización y distribución de los soportes de cartón de la ATM (pero no de los de PVC de la ATM) y de los soportes de los títulos propios actuales y futuros de la AMB y de los operadores públicos (Consorcio de la ATM), sean estos de cartón, PVC o cualquier otro.
Los operadores públicos tienen derecho a comercialización por cualquier canal presente y futuro. Los nuevos canales de venta previstos en el momento del contrato (venta y recarga en línea, recarga de la tarjeta a través del móvil, pospago por domiciliación bancaria y nuevos canales con atención personal gestionada por SOCMOBILITAT) serán gestionados por SOCMOBILITAT, manteniendo la ATM el control de los canales actuales. Si durante el actual contrato de 15 años y gracias a la evolución tecnológica surgen nuevos canales, SOCMOBILITAT tendrá preferencia en su gestión sobre la base de una propuesta inicial por parte de la administración.

#### Publicidad
Se puede insertar publicidad en el soporte físico de la T-mobilitat y nuevos soportes (gadgets) y otros medios (páginas web).

### Bases de datos de los distintos sistemas
Obedecerán a lo establecido por la LOPD. Seguirán el principio de dato único, evitando duplicidades y divergencias en la información entre los distintos sistemas de información. Las bases de datos de los clientes quedarán centralizadas en el Sistema de Información Central (SIC) de T-mobilitat. El Consorcio de la ATM, en posesión del total de la información de venta y validación de la T-mobilitat, reenviará dicha información a la ATM, siguiendo el programa y protocolos establecidos durante el desarrollo del proyecto.
Cualquier posible explotación comercial de los datos quedará reservada a la gestión directa por parte de la ATM. SOCMOBILITAT solo puede utilizar esta base de datos para proporcionar información personalizada relacionada exclusivamente con el servicio a los clientes de T-mobilitat. SOCMOBILITAT no podrá utilizar los datos para su beneficio exclusivo, como promoción de SOCMOBILITAT o fomento de los canales de venta gestionados por el consorcio privado.

## Polémica
Diversas organizaciones políticas se han mostrado parcial o totalmente en contra del plan T-mobilitat. En el primer congreso de la congrés de la Mesa Popular del Transport Públic, celebrado en abril de 2015, una treintena de colectivos se reunieron para poner en común sus propuestas sobre el transporte público. Uno de los puntos analizados fue la T-mobilitat, de la cual sintetizan las siguientes necesidades:
1. Propiedad y gestión pública
2. Que se favorezca el uso del transporte público
3. Transparente
4. Protección de los datos personales

De una manera más extensa, desarrollaban los puntos en un informe aparte. Entre otros, cuestionan la idoneidad del momento debido a la deuda acumulada, que hasta el 2013, ascendía a 542 millones de euros. Añade que en caso de que no se cumplan las expectativas de ingresos de SocMobilitat, la AMT tendría que asumir las pérdidas. También critica el papel de SocMobilitat, que explotará la concesión y hará de intermediaria de los ingresos y de los datos del viajero, que según afirma pasará de ser un usuario a ser un cliente. Reclama que se aproveche el cambio para revisar el sistema de zonas y sobre todo, que el proceso de elaboración del plan se abra a la ciudadanía. Finalmente, tampoco ve bien el «chantaje» de no ofrecer descuentos a los títulos temporales, que no filtrarían datos personales.
La asociación de Promoción del Transporte Público, que también participó en la mesa, ya había demandado que no se heredara el sistema de zonas actual, pero que tampoco se adoptara uno de kilometraje puro, que la concesionaria fuera mayoritariamente pública y que los datos recogidos fueran accesibles públicamente siguiendo la filosofía Open Data.
Durante el año 2015, StopPujadesTransport reclamó que se publicara el contrato al cual sólo habían tenido acceso parcialmente. Después de publicarse, se pidió también el acceso a los anexos del contrato que no se habían publicado.
También levantó animadversión el hecho que el Gobierno de la Generalidad financiara los 58 millones de euros de la concesión con los fondos del plan contra la pobreza.
A raíz del comunicado del 1 de marzo de 2017 por parte de la Generalitat, StopPujadesTransport realizó otro comunicado con las demandas de transparencia y gestión 100% pública del sistema de transporte. StopPujades indica que ya se realizó un estudio en el año 2014 por valor de 271.000 euros, idéntico a uno realizado en el año 2001 por 105.000 euros y otorgado a la misma empresa, PricewaterhouseCoopers (PwC). Encuentran imprecisiones o vaguedades a la hora de describir cómo se aumenta el peso público en la gestión del sistema y como se garantizará que la empresa privada no tenga acceso a los datos personales de los usuarios. Según StopPujades la T-mobilitat supone la privatización encubierta del sistema de transporte público, dejándola en manos de un grupo bancario (el consorcio Societat Catalana per la Mobilitat, SOC, formado por CaixaBank, Indra, Fujitsu y Moventia) poseedor de la deuda de 450 millones de euros del transporte público. También destacan cómo afecta en el presupuesto el retraso de dos años en la implantación del nuevo sistema.
En el mismo día del último comunicado de StopPujades se publicó el contrato actualizado y los anexos. En el mismo se detalla cómo se resuelven los puntos destacados por StopPujades.

## Primeras pruebas y despliegue progresivo
El 28 de junio de 2021, la ATM inició una prueba piloto, llamada "T-mobilitat, primer contacte" con 4.000 voluntarios. Se pudo probar durante 4 días, de forma gratuita, el funcionamiento de la T-mobilitat, cuya implementación está prevista para el 1 de enero de 2022. Consiguió más de 22.000 validaciones en 4 días, por lo que fue calificada de éxito.
El 5 de julio de 2021, la ATM inició una nueva prueba piloto para dispositivos android con NFC, con 4.000 voluntarios. Se pudo probar de forma gratuita durante 11 días el funcionamiento de la T-mobilitat virtual, cuya implementación está prevista para el 1 de enero de 2022.
El 11 de agosto, se empieza la prueba de recargar y validar mediante una tarjeta personalizada. 
El 12 de septiembre, empieza la migración hacia la T-mobilitat.
El mes de diciembre de 2021, se pusieron a disposición de la ciudadanía los primeros abonos para ser cargados en el nuevo sistema de tarjetas. A partir de entonces, el sistema de tarjetas fue habilitándose de forma progresiva en el territorio de la provincia de Barcelona, en los distintos operadores de transporte y para la mayoría de títulos integrados.
Actualmente, la T-mobilitat es la tarjeta de uso mayoritario en el transporte público de la ATM de Barcelona, y el uso de tarjetas de cartón magnéticas del antiguo sistema es cada vez más residual.